# Rijksvorst
Een rijksvorst (Duits Reichsfürst, Latijn princeps regni of imperii) was in het Heilige Roomse Rijk een adellijke vorst, die zijn leen rechtstreeks van de Duitse koning had, die ook vaak de keizerstitel had. Het was dus een leenrechtelijke rijksonmiddelbaarheid, dat wil zeggen niet ondergeschikt aan een andere heer dan de keizer. 
De rijksvorstenstand werd verleend door de keizer.  In de late middeleeuwen betekende het een zekere garantie tegen mediatisering of het afhankelijk worden van een ander, machtiger heer. 

## Geschiedenis
Voor de 12e eeuw werd het woord vorst (princeps, de voorste, the first) gebruikt voor elke hooggeplaatste geestelijke of wereldlijke machthebber. Omstreeks 1180-1190 blijkt dat in het Rijk de titel gepaard gaat met welbepaalde voorrechten, die normaal enkel de koning toekwamen.  Er waren rond die tijd een 90-tal geestelijke en slechts 22 wereldlijke erkende rijksvorsten.  De geestelijken waren vooral prins-bisschoppen en abdijvorsten.  De niet-geestelijke waren:
- de koning van Bohemen
- alle hertogen van het Rijk
- de markgraven van Brandenburg, Meißen en Namen
- de Paltsgraaf aan de Rijn
- de landgraaf van Thüringen
- de graaf van Anhalt

Aanvankelijk behoorde bij hun voorrechten ook de koningskeuze, maar in de 13e eeuw al kwam dat toe aan een nog selectere groep, de keurvorsten. 
Bij de rijksmatrikel (basiswet) van 1521 telde men bij de geestelijke rijksvorsten de vier aartsbisschoppen van Maagdenburg, Salzburg, Besançon en Bremen, naast 46 andere bisschoppen.  Dit aantal verminderde tegen 1792 geleidelijk naar 33, onder meer omdat onder andere de aartsbisschoppen van Maagdenburg en Bremen zich tot het protestantisme bekend hadden en hun titel geseculariseerd werd.  Met de bisschopstitel van Utrecht was dat al eerder gebeurd. Daarbij kwam ook nog de mediatisering en het feit dat de bisdommen Wallis, Genève en Lausanne Zwitsers werden. Kamerijk en later de Drie Bisdommen van Verdun, Metz en Toul kwamen onder de Franse koning.
Het aantal wereldlijke rijksvorsten daarentegen vermeerderde geleidelijk naar 61 tegen het einde van de 18e eeuw. 
De rijksvorsten vormen op de Rijksdag een Raad van Vorsten, ook Vorstenbank geheten.  In 1792 hoorden daarbij ook nog de prins-bisschop van het prinsbisdom Luik en de prins-abt van het Abdijvorstendom Stavelot-Malmedy (nu België).  Ook de prinsen van Oranje waren rijksvorst in de hoedanigheid van heer van het graafschap Nassau (Nassau-Hadamar).